# Lomatia montana
Lomatia montana är en tvåvingeart som beskrevs av Paramonov 1924. Lomatia montana ingår i släktet Lomatia och familjen svävflugor. Inga underarter finns listade i Catalogue of Life.